# Sofiko Shevardnadze
Sofiko Shevardnadze (en georgiano: სოფო შევარდნაძე; en ruso: Софико Паатовна Шеварднадзе, Sofiko Shevardnadze, 23 de septiembre de 1978) es una periodista y corresponsal georgiana de la cadena Russia Today (RT).

## Biografía
Nació en la RSS de Georgia, Unión Soviética. Su familia se trasladó a Francia cuando tenía 10 años. Aprendió ballet y piano y obtuvo un diploma del Conservatorio de París. Es la nieta del expresidente georgiano y ministro soviético de asuntos exteriores Eduard Shevardnadze. En su adolescencia participaba en algunas reuniones de alto nivel entre los soviéticos y los estadounidenses.
Se graduó en cine en la Universidad de Boston en 2001 y estudió en el programa de maestría en periodismo de televisión en la Universidad de Nueva York. Después de graduarse en 2005, trabajó como productora de ABC-TV, antes de volver a trabajar en Georgia. Tras el anuncio del lanzamiento de RT ese mismo año, se trasladó a Moscú, siendo presentadora del canal desde su lanzamiento.
Habla georgiano, ruso, inglés, francés e italiano. En 2010, fue bailarina en la versión rusa de Bailando con las estrellas, transmitido por Rossiya 1.
También conocida como una socialité, a menudo asiste a eventos de alta moda en Europa y Rusia.